# Христограма

Хрисмон

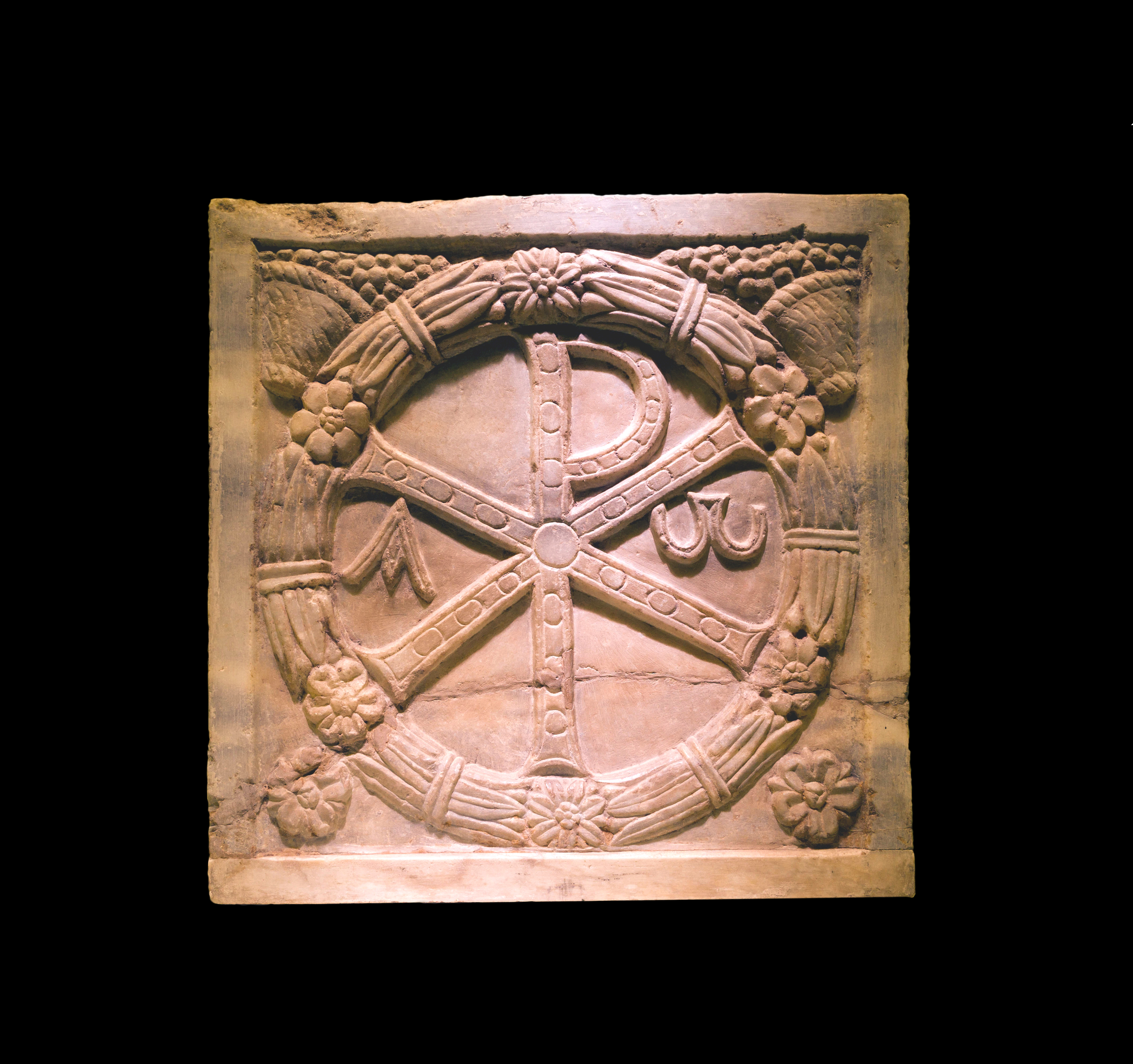
Символ Хі-Ро з Альфою та Омегою на саркофазі IV століття (Музеї Ватикану)

Христограма (лат. Monogramma Christi) — монограма або комбінація літер, яка утворює абревіатуру імені Ісуса Христа, яке традиційно використовується як релігійний символ у християнській церкві.
Однією з найстаріших христограм є Хризма (☧). Вона складається з накладених один на одного грецьких літер хі (Χ) і ро (Ρ), що є першими двома літерами грецького Χριστός, «Христос». Це було відображено на лабарумах — військових штандартах, які використовував Костянтин I у 312 році нашої ери. Вензель IX () є подібною формою, використовуючи ініціали імені Ἰησοῦς (ὁ) Χριστός, «Ісус Христос», як і монограма ΙΗ (), використовуючи перші дві літери імені ΙΗΣΟΥΣ, «ІСУС» у верхньому регістрі.
Протягом середньовіччя існувало дуже багато варіантів «христограм» або монограм Христа, причому межа між конкретними монограмами та простими абревіатурами писарів була дещо рухливою.
Ім'я Ісус, пишеться ΙΗΣΟΥΣ грецькими літерами має абревіатуру IHS (також пишеться JHS, IHC або ΙΗΣ). Ім'я Христос, пишеться ΧΡΙΣΤΟΣ, має XP (і флективні варіанти, такі як IX, XPO, XPS, XPI, XPM). У східнохристиянській традиції для Ἰησοῦς Χριστός використовується монограма ΙϹΧϹ (з підкресленням, що вказує на абревіатуру писаря) як грецькою, так і кириличною традицією.
Середньолатинським терміном для скорочення імені Христа є chrisimus. Так само середньолатинське crismon, chrismon посилається конкретно на монограму «хризма».

## Символи

### Хі (Χ)
І таким чином вся суміш, з якої він вирізав ці шматки, була ним вичерпана. Усю цю суміш він розділив уздовж на дві частини, які з'єднав між собою в центрі, як літеру Х, і зігнув їх у формі кола, з'єднавши їх між собою і між собою в точці, протилежній до їхнього початкового місця зустрічі; і, осягаючи їх рівномірним обертанням навколо тієї ж осі, він зробив одне коло зовнішнім, а інше - внутрішнім.— Plato, Timaeus, 8.36b and 8.36c
У давнину хрест, тобто знаряддя розп'яття Христа, вважалося Т-подібним, тоді як Х -подібний («хіазм») мав інші значення. Існують наукові припущення щодо розвитку християнського хреста, літери Хі, яка використовувалася для скорочення імені Христа, і різноманітної дохристиянської символіки, пов'язаної з хіазмом, інтерпретованим у термінах «таємниці попереднього Христа».

У «Timaeus» Платона, пояснюється, що дві групи, які утворюють «світову душу» (anima mundi) перетинаються один з одним, як літера Хі, можливо, посилаючись на екліптику, що перетинає небесний екватор:
Два великих кола неба, екватор і екліптика, які, перетинаючись, утворюють своєрідну лежачу ци і навколо яких у дивовижному ритмі гойдається весь купол зоряного неба, стали для християнського ока небесним хрестом.— Rahner, 1971, с. 49—50. See also Grigg, 1977, с. 477
Юстин Мученик у ІІ столітті прямо посилається на образ Платона в «Timaeus» у вигляді прообразу Чесного Хреста. Раннім твердженням може бути фраза в «Дідахе», «знак розширення на небі» (sēmeion epektaseōs en ouranōi).
Альтернативне пояснення небесного символу, що перетинається, висунув Джордж Латура, стверджуючи, що «видимий бог» Платона в Timaeus є перетином Чумацького Шляху та Зодіакального Світла, рідкісного явлення, важливого для язичницьких вірувань. Він сказав, що християнські єпископи переформулювали це як християнський символ.
Найбільш поширеною христограмою в англомовних країнах у наш час є Χ (точніше, Хi), що позначає першу літеру слова Христос у таких абревіатурах, як Крістмас («Різдво») та Християни або Християнин.

### Хризма, Хі Ро (ΧΡ)

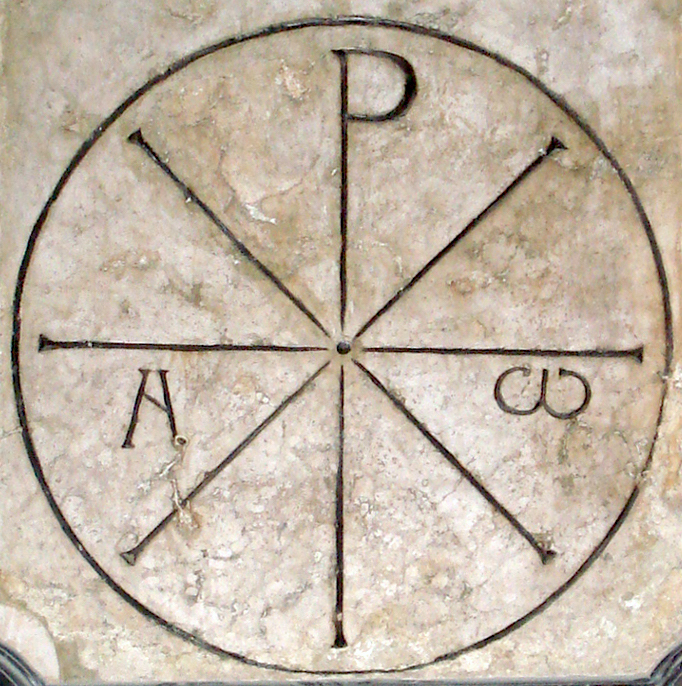
Хризма в поєднанні з Альфою та Омегою, у 1669 році під назвою Chrismon Sancti Ambrosii, Міланський собор

Символи Альфа та Омега можуть іноді супроводжувати монограму Хризми. З XVII століття Chrismon (chrismum; також chrismos, chrismus) використовувався як новолатинський термін для монограми Хі Ро.
Бо chrismon використовувався як свого роду «заклик» на початку документів періоду Меровінгів, термін також став використовуватися для «хрестових підписів» у ранньосередньовічних грамотах. Chrismon у цьому контексті може посилатися на абревіатуру періоду Меровінгів ICN для in Christi nomine , пізніше (в період Каролінгів) також IC для in Christo, а ще пізніше (у період високого середньовіччя) просто C для Christus.
Труна святого Катберта (кінець VII століття) має виняткову реалізацію христограми, написаної англосаксонськими рунами, як ᛁᚻᛋ ᛉᛈᛋ, транслітерованою латинським алфавітом як «IHS XPS», з хі, перекладеним як руна альґіз (старе z або руна algiz) і ро, перекладене як перт-руна.

### IHS

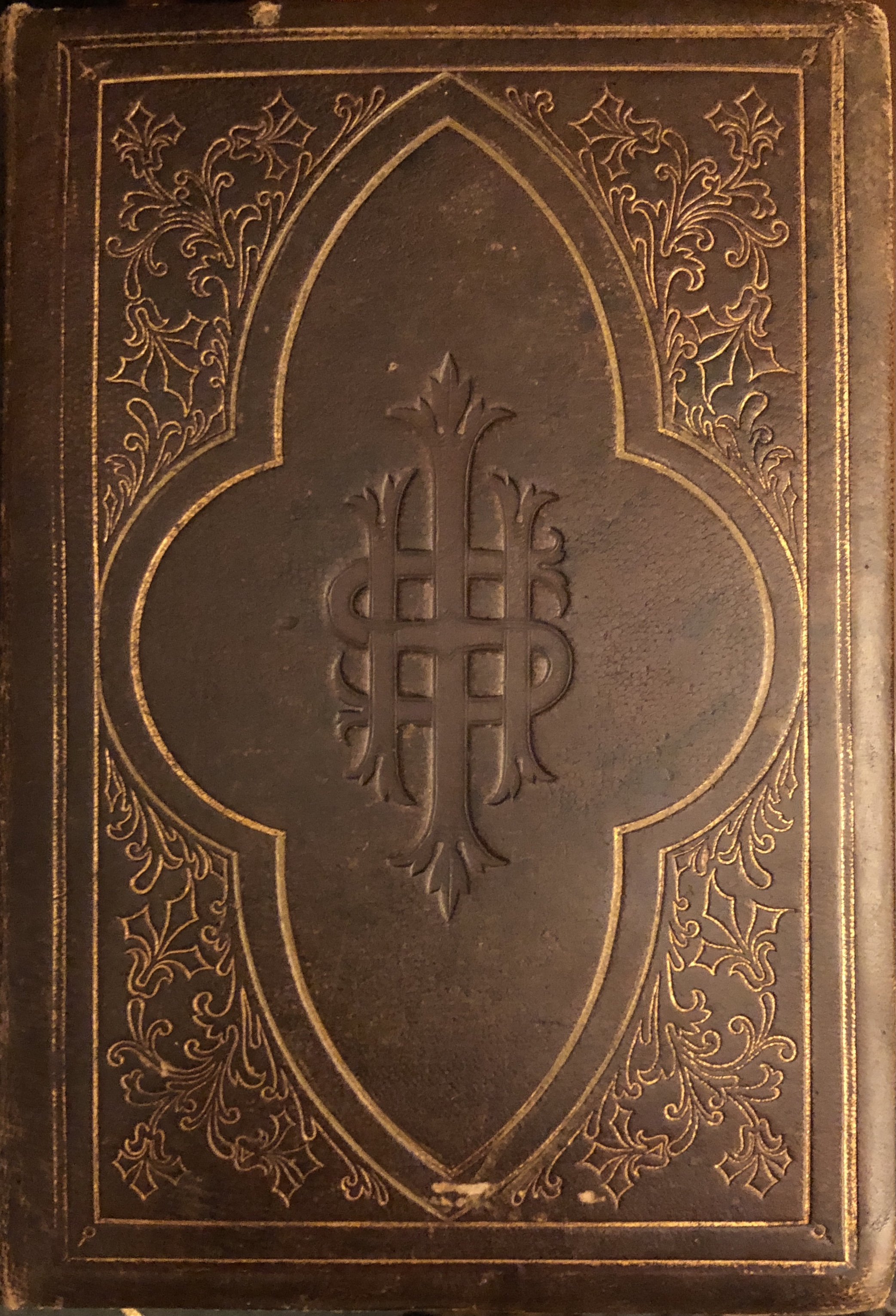
Христограма IHS вибита на Біблії короля Якова 1864 року в шкіряній палітурці

У латиномовному християнстві середньовічної Західної Європи (а також серед католиків і багатьох протестантів сьогодні) найпоширенішою христограмою стала «IHS» або «IHC», що позначає перші три літери грецького імені Ісуса, ΙΗΣΟΥΣ, йота— ета— сигма або ΙΗΣ.
Грецька літера йота позначається літерою «I», а ета— «H», тоді як грецька літера «сигма» має або місячну форму, представлену буквою «C», або остаточну форму, представлену буквою «S». Оскільки літери латинського алфавіту I та J систематично не розрізнялися до XVII століття, «JHS» і «JHC» еквівалентні «IHS» і «IHC».
«IHS» іноді тлумачиться як дав.-гр. ΙΗΣΟΥΣ ΗΜΕΤΕΡΟΣ ΣΩΤΗΡ, трансліт. Iēsous Hēmeteros Sōtēr, латиніз. Jesus our Saviour або латиною Jesus Hominum (або Hierosolymae) Salvator, («Ісус, Спаситель людей [або: Єрусалиму]» латиною) або пов'язане з In Hoc Signo. Англомовні переклади «IHS» включають «In His Service». Такі інтерпретації відомі як зворотні акроніми.
Використовується латинською мовою з VII століття, перше використання IHS в англійському документі датується XIV століттям, у Пірса Плаумена. У XV столітті святий Бернардіно Сієнський популяризував використання трьох літер на фоні палаючого сонця, щоб витіснити як популярні язичницькі символи, так і печатки політичних фракцій, таких як гвельфи та гібеліни, у громадських місцях (див. Свято Пресвятого Імені Ісуса).
Монограма IHS з літерою H, увінчаною хрестом над трьома цвяхами та оточена сонцем, є емблемою єзуїтів, згідно з традицією, введеною Ігнатієм Лойолою в 1541 році.
Відомо, що IHS з'являється на надгробках, особливо серед ірландських католиків.

#### Галерея з різними форматами символу

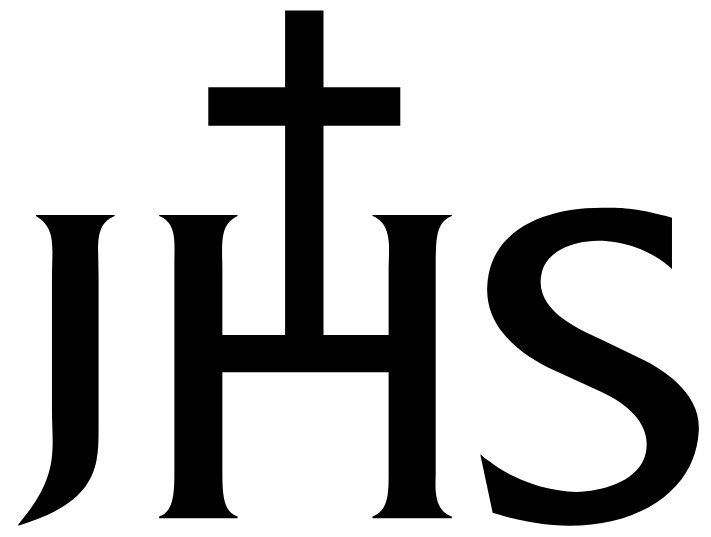
Кладовище Нортвуд Острів Вайт IHS або JHS христограма західного християнства
Монограма IHC у середньовічному стилі
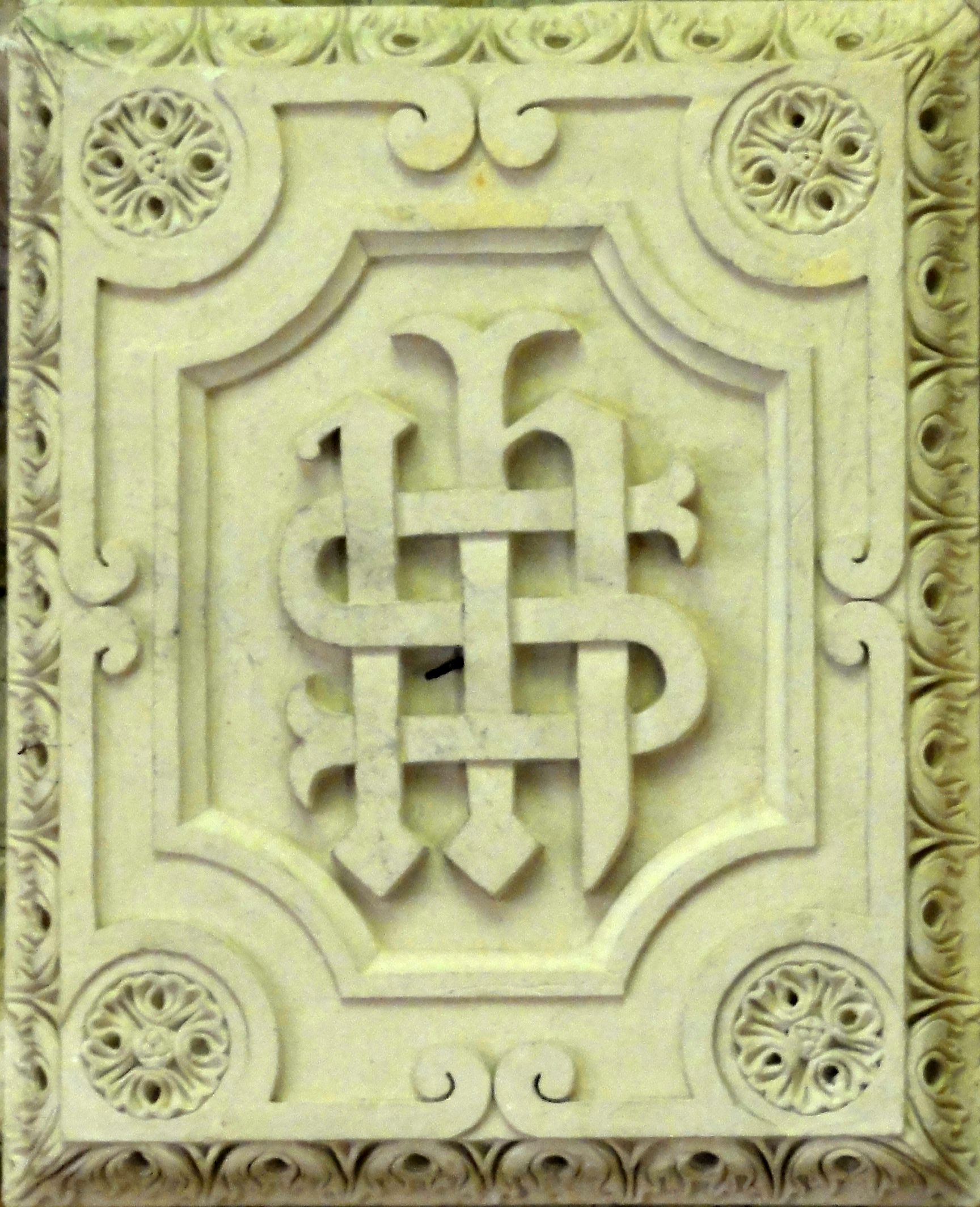
Переплетена монограма IHS, церква Сен-Мартен, Л'Іль-Адам, Валь-д'Уаз
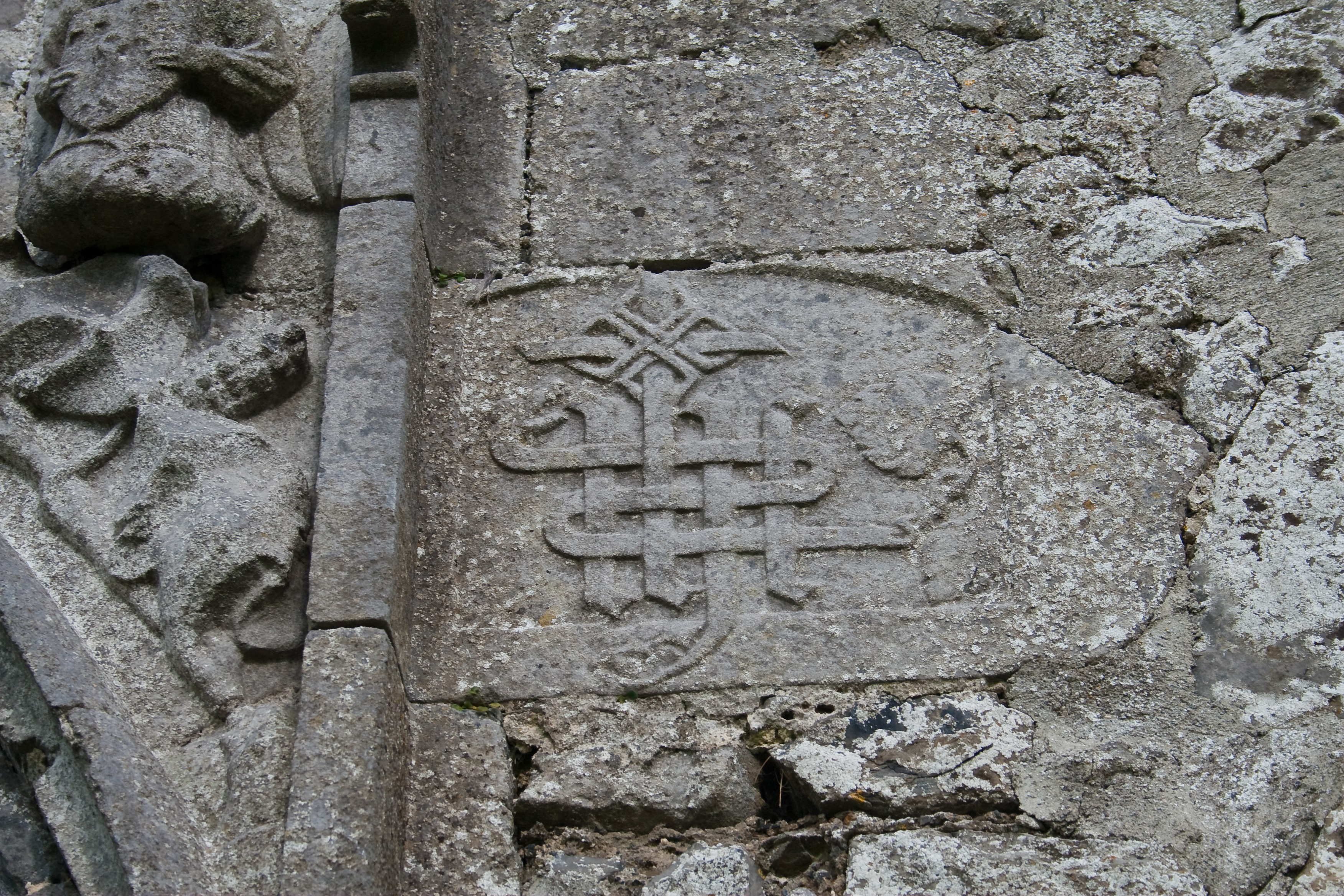
Монограма IHC з абатства Клонтускерт, Ірландія
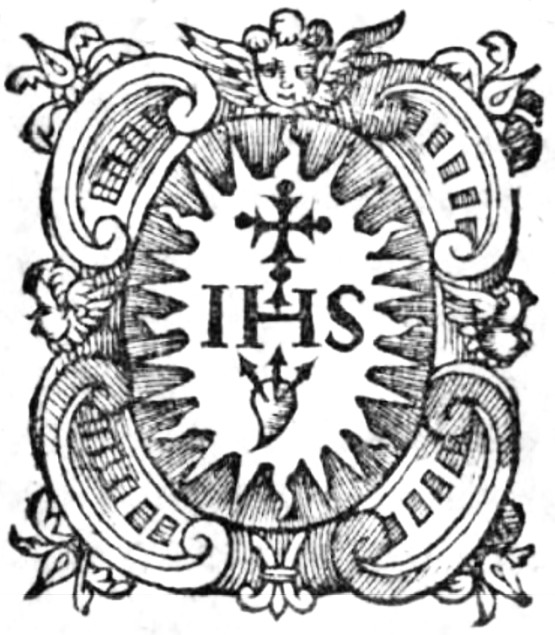
Єзуїтський герб із гравюри 1586 року
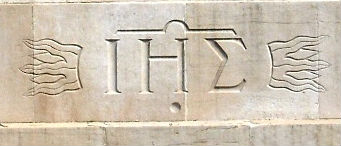
ΙΗΣ на стіні Реформації в Женеві, Швейцарія
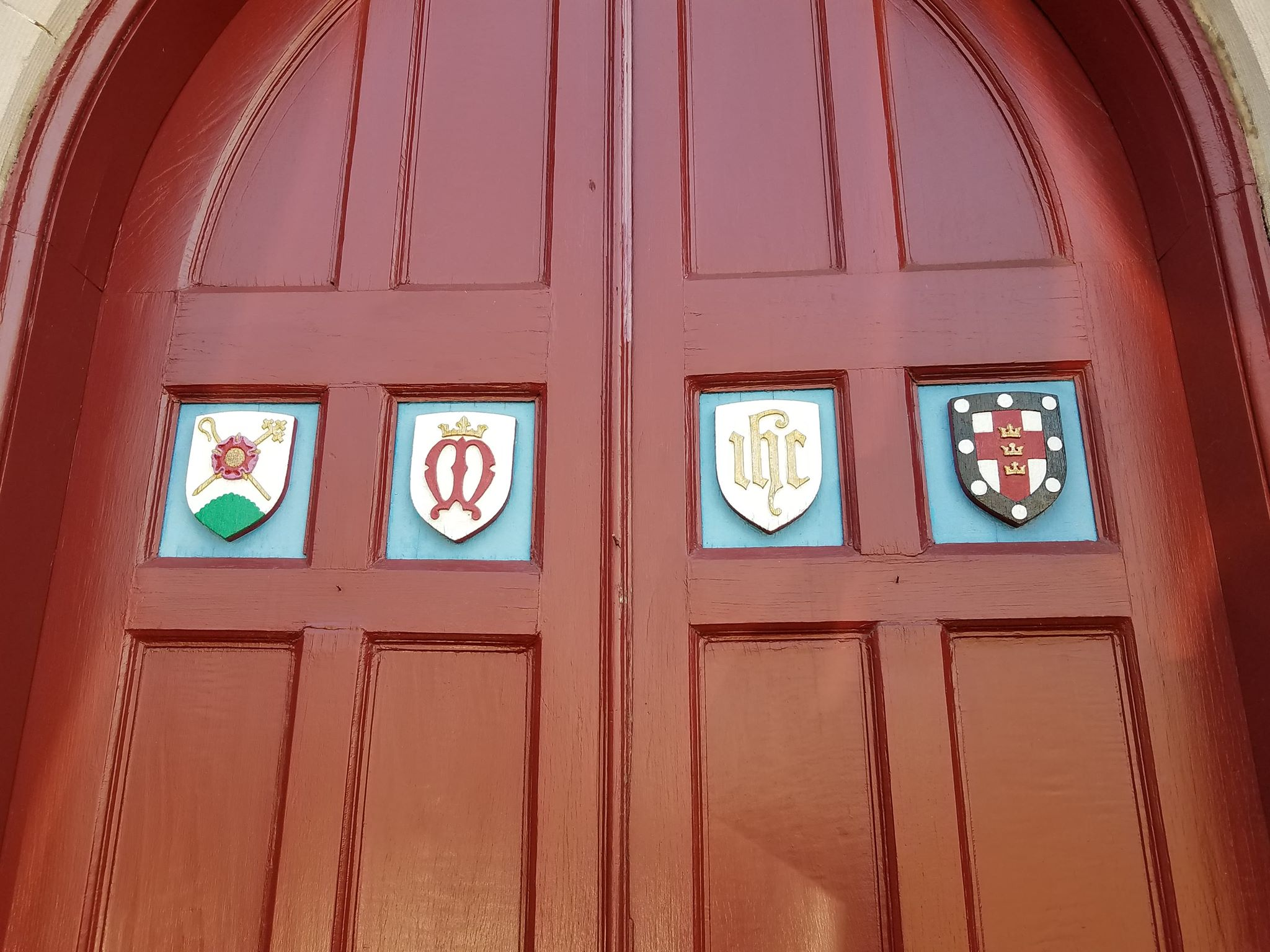
Двері в Церкві Доброго Пастиря (Роузмонт, Пенсільванія), на яких зображено (зліва) герб парафії; монограма Марії; христограма IHS; і герб єпископської єпархії Пенсільванії

### ICXC
У східному християнстві найпоширенішою христограмою є чотирилітерне скорочення ΙϹ ΧϹ— традиційне скорочення грецьких слів, що означають «Ісус Христос» (тобто перша й остання літери кожного слова ΙΗϹΟΥϹ ΧΡΙϹΤΟϹ, із місячною сигмою 'Ϲ', поширеною в середньовічній грецькій мові), і написана титло (діакритичним знаком), що позначає абревіатуру писаря (І︮С︯ Х︮С︯).

На іконах ця христограма може бути розділена: «ΙϹ» зліва від зображення та «ΧϹ» справа. Іноді його передають як «ΙϹ ΧϹ ΝΙΚΑ» (Ἰησοῦς Χριστὸς νικᾷ), що означає «Ісус Христос перемагає». «ΙϹΧϹ» також можна побачити на Іхтісі.

Зображення розташування «ΙϹ ΧϹ ΝΙΚΑ» у середньовічній грецькій традиції
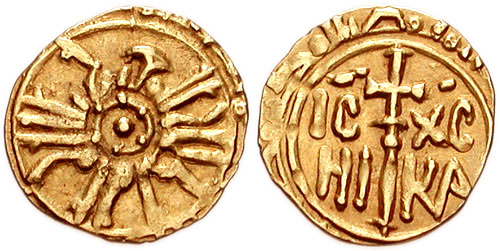
Хрест «ΙϹ ΧϹ ΝΙΚΑ» на аверсісицилійської монети ХІІ століття (Роджер II)
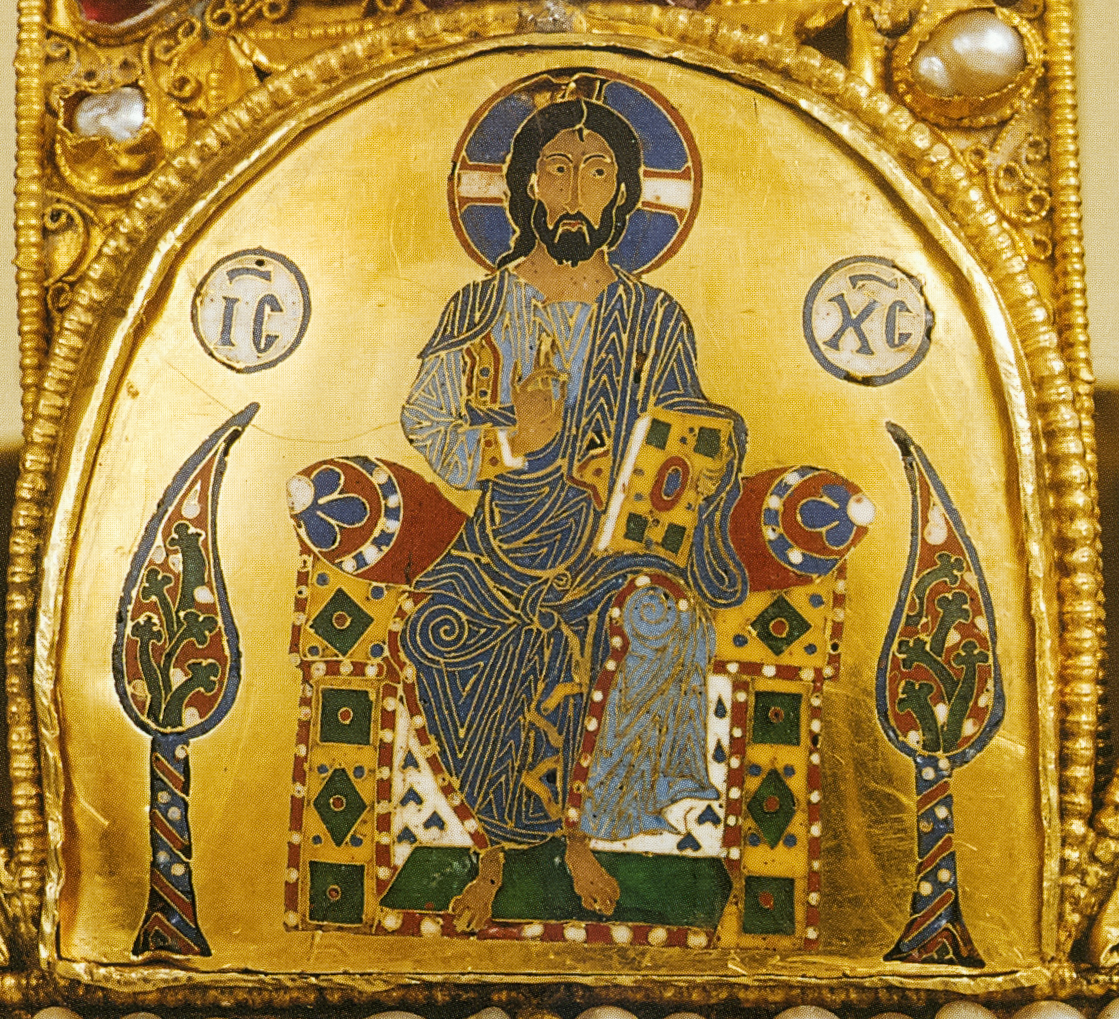
Христос Пантократор на святій короні Угорщини (ХІІ ст.)
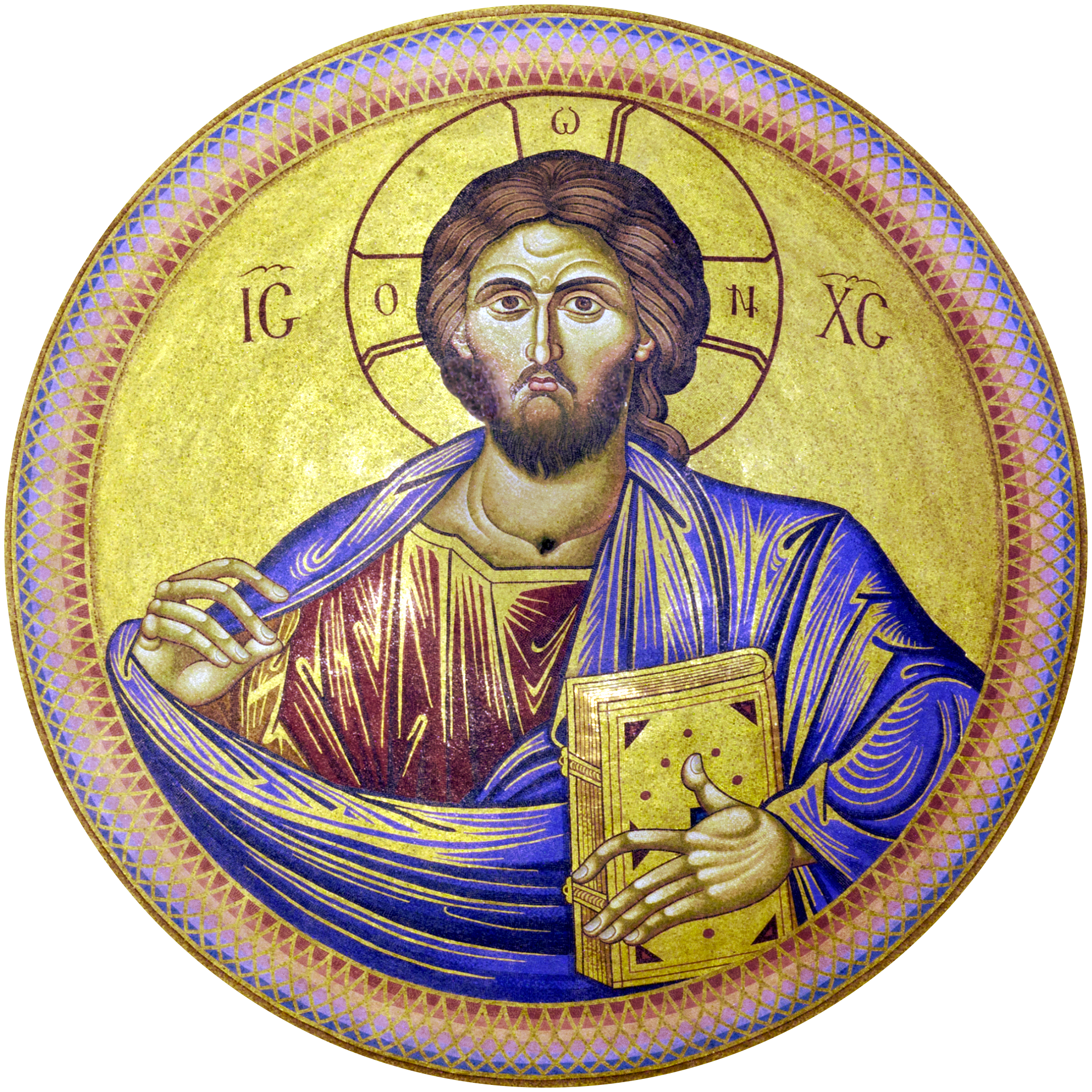
Христос Пантократор, Храм Гробу Господнього (1810)

### Lhq

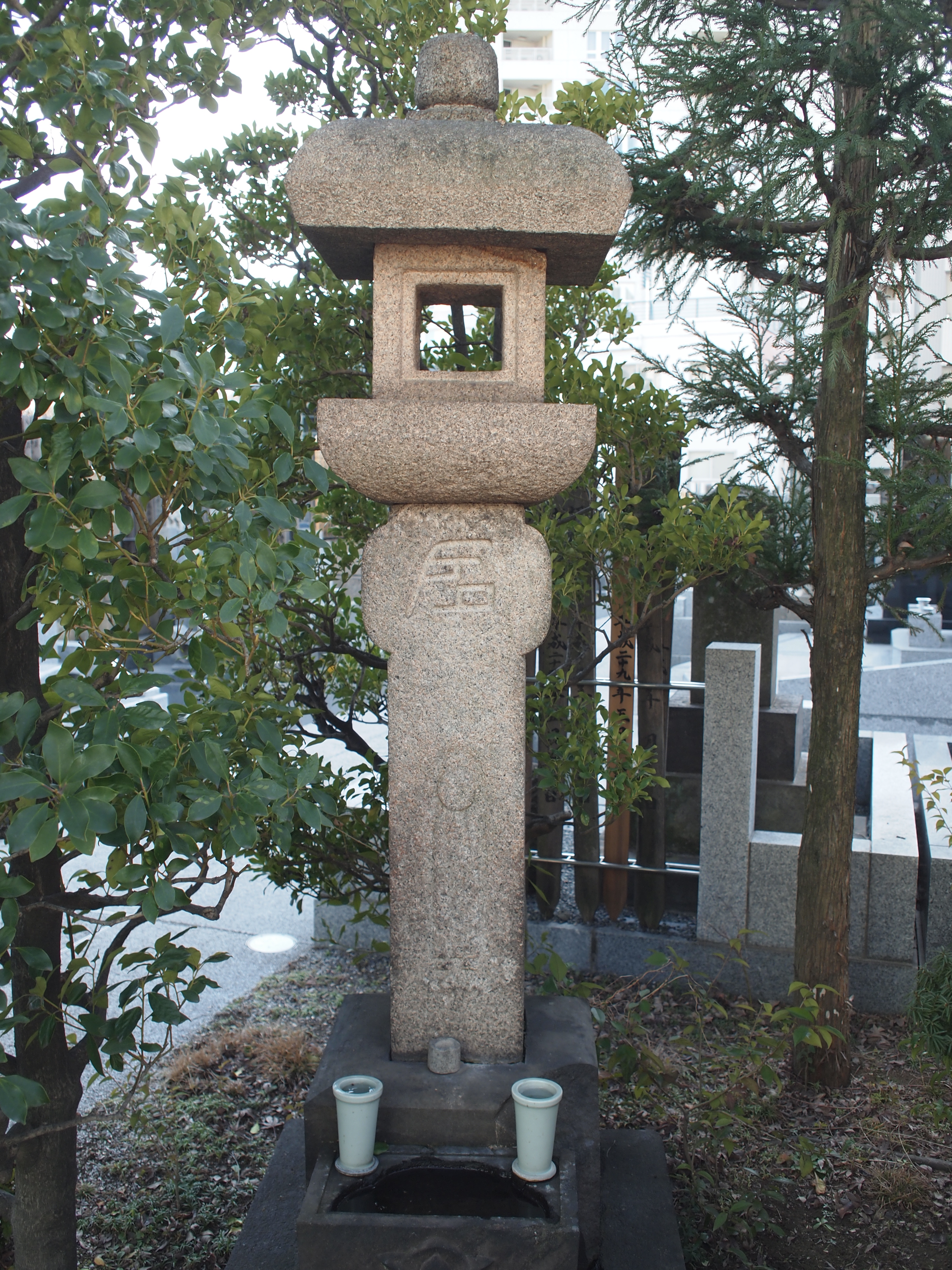
Lhq-напис на японському ліхтарику

Після того, як у 1549 році Франциск Ксаверій висадився в Каґосімі, Японія, його місіонерська робота розширилася й стала широко поширеною по всій Японії під патронатом даймо. Однак у період Едо (1603–1867) християни зазнавали переслідувань і були змушені переховуватися. Оскільки їм було заборонено відкрито шанувати зображення Христа чи Марії, вважається, що вони перенесли своє поклоніння іншим різьбленим зображенням і позначили їх таємними символами, зрозумілими лише присвяченим. Певні японські ліхтарі, зокрема Kirishitan dōrō (キリシタン灯籠, «християнські ліхтарі»), справді містилася монограма «Lhq», яка, повернута на чверть, була вигравірувана на валу (sao), який був закопаний безпосередньо в ґрунт без базальної платформи (kiso). Монограма «Lhq» відповідає спотвореним буквам «IHS».

## Археологія
У 2016 році на кладовищі біля середньовічного монастиря в Газалі, Судан, було знайдено труп віком 1300 років, на правій нозі якого було татуювання із зображенням хризми з середньовічної Нубії, регіону, що охоплював частини сучасних Єгипту та Судану, із зображенням Хризми, Альфи і Омеги. Людина, швидше за все чоловік, жила десь між 667 і 774 рр.